# Paulo Roberto (football)
Paulo Roberto est un footballeur brésilien né le 27 mars 1963 à Viamão. Il occupe le poste de défenseur central.

## Carrière
- 1981-1983 : Grêmio ( Brésil)
- 1984 : São Paulo ( Brésil)
- 1985 : Santos ( Brésil)
- 1986-1989 : Vasco da Gama ( Brésil)
- 1989-1991 : Botafogo ( Brésil)
- 1992-1993 : Cruzeiro ( Brésil)
- 1994 : Corinthians ( Brésil)
- 1995 : Atlético Mineiro ( Brésil)
- 1996-1997 : Fluminense ( Brésil)
- 1998-1999 : Cerro Porteño ( Paraguay)
- 2000 : Canoas FC ( Brésil)

## Palmarès
- Coupe intercontinentale : 1983
- Copa Libertadores : 1983
- Championnat du Brésil de football : 1989
- Championnat de Rio de Janeiro de football : 1987, 1988, 1989, 1990
- Coupe Rio de football : 1988
- Supercopa Sudamericana : 1992
- Coupe du Brésil de football : 1993
- Championnat du Minas Gerais de football : 1992,  1995
- Copa de Oro : 1995